# Pontia extensa
Pontia extensa is een vlindersoort uit de familie van de Pieridae (witjes), onderfamilie Pierinae.
Pontia extensa werd in 1888 beschreven door Poujade.